# Cinnamomum filipes
Cinnamomum filipes är en lagerväxtart som först beskrevs av Henry Hurd Rusby, och fick sitt nu gällande namn av André Joseph Guillaume Henri Kostermans. Cinnamomum filipes ingår i släktet Cinnamomum och familjen lagerväxter. Inga underarter finns listade i Catalogue of Life.